# مصمال ركابي

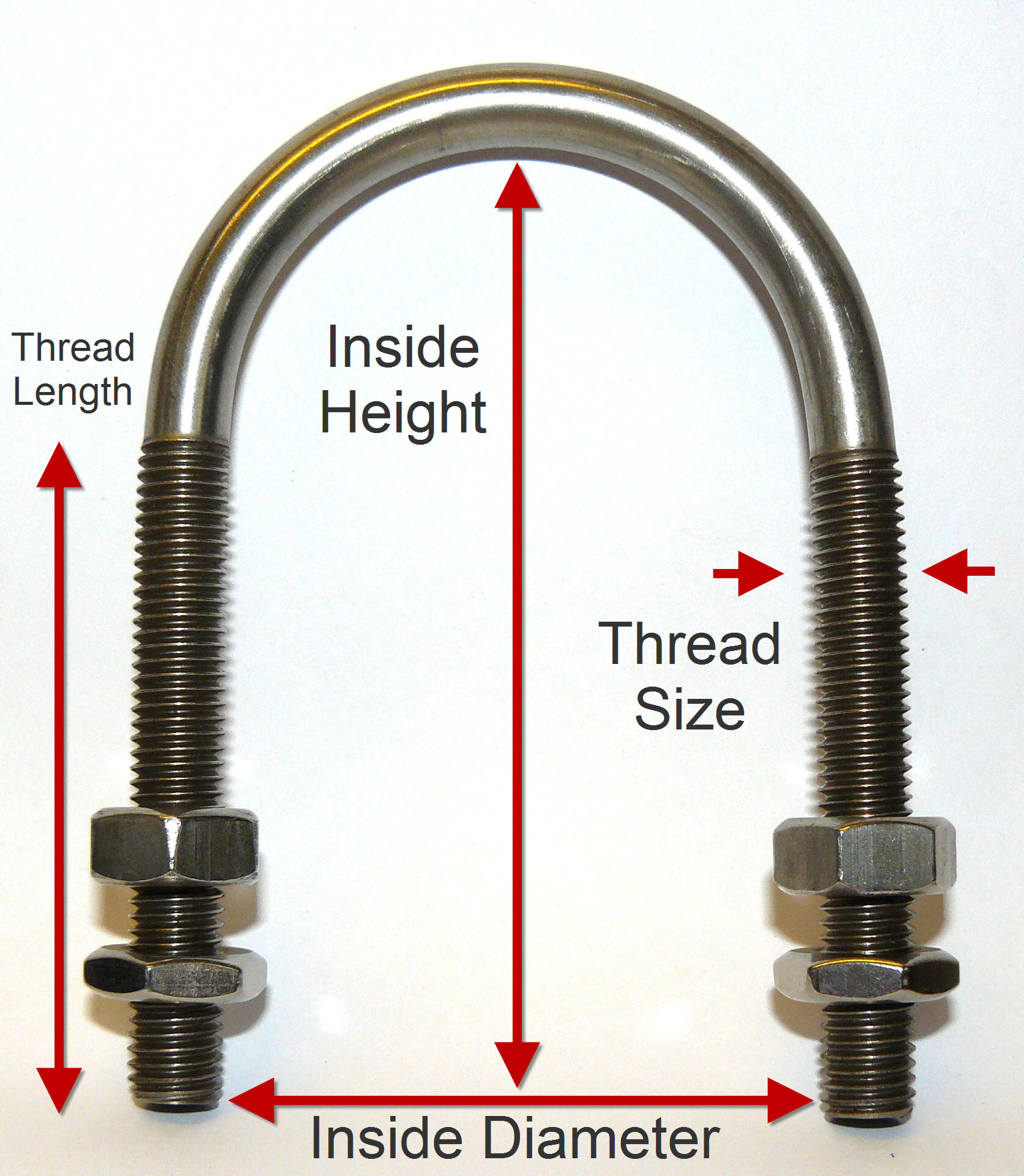
قامطة ركابية.

المِصْمَال الرِّكَابِيّ (الجمع: المَصَامِيل الرِّكَابية) هي نوع من المصاميل تكون على شكل ركاب.